# 1063 هـ
1063 هـ هي سنة في التقويم الهجري امتدت مقابلةً في التقويم الميلادي بين سنتي 1652 و1653.

## أحداث
- الخضر غيلان ينتزع القصر الكبير من الدلائيين.